# نهائي كأس ملك إسبانيا 1911
نهائي كأس ملك إسبانيا 1911 كانت المباراة النهائية لبطولة كأس ملك إسبانيا 1911، أقيمت في 15 أبريل 1911، على ملعب جولاسيتا في غوتكسو بين أتلتيك بيلباو وإسبانيول وانتهت بفوز أتلتيك بيلباو بنتيجة 3–1.

## تفاصيل المباراة
| أتلتيك بيلباو                       | 3–1 | إسبانيول |
| ----------------------------------- | --- | -------- |
| فيتش 10' · بيلوندي 20' · غرنيكا 50' |     | نيرا 70' |